# SCUMM
A SCUMM egy, a grafikus kalandjátékok fejlesztését megkönnyítő scriptnyelv. Kidolgozója a LucasArts (akkori nevén Lucasfilm Games). A SCUMM név a Script Creation Utility for Maniac Mansion, scriptkészítő segédprogram a Maniac Mansionhöz rövidítése, egyben szójáték (a "söpredék" jelentésű angol "scum" szóval és annak torzított írásmódjával).
A SCUMM részben játékmotor, részben programozási nyelv. A játékok tervezői helyszíneket, tárgyakat és párbeszédeket hozhatnak létre benne anélkül, hogy magát a játék forráskódját megváltoztatnák. Ennek köszönhetően a játékok scriptjei és adatállományai több platformon is felhasználhatóak.
A következő platformokra készült SCUMM értelmező: Amiga, Apple II, Atari ST, CDTV, Commodore 64, DEC Alpha, Fujitsu Towns, illetve Marty, Apple Macintosh, NES, MS-DOS/PC-DOS, Microsoft Windows, Sega Mega CD, Tandy VIS, TurboGrafx 16.

## A SCUMM története
A SCUMM eredeti változatát Aric Wilmunder és Ron Gilbert írta 1987-ben. Később Wilmunder további fejlesztéseket hajtott végre a motorban.
A SCUMM-ot sok-sok LucasArts kalandjátékban alkalmazták az évek során. Ezalatt a motort többször továbbfejlesztették és újraírták, nyolc főbb változat készült belőle.
A LucasArts 1998-ban fejezte be a SCUMM használatát, amikor is a Grim Fandango című játékhoz a GrimE motorra tértek át.

## Jellemzők
A legtöbb SCUMM játék az „ige-tárgy” tervezési modellt követi. A játékos által irányított főhős a játék világában szétszórt tárgyakkal meghatározott igék segítségével érintkezhet, a hasznosnak vélteket (és mozdíthatóakat) hátizsákjában összegyűjtheti. A rendelkezésre álló igék száma idővel egyre csökkent, a The Curse of Monkey Island idejére összesen három maradt: „Nézd meg”, „Használd” (ez a környezettől függően többféle cselekvést is jelenthetett) és „Beszélj vele/Fogyaszd el”. A párbeszédekben a játékos előre meghatározott kérdések és válaszok közül választhat, a gép által irányított beszélgetőpartner pedig a választások függvényében reagál.
A fenti szabályok alól kivételt jelentett a Loom, amelyben nem tárgyak és igék használatával, hanem varázslatokkal (dallamok lejátszásának útján) lehetett megoldani a feladatokat.

## A SCUMM változatai

### Version 0
- Maniac Mansion (Commodore 64-es változat)

### Version 1
- Maniac Mansion (eredeti PC változat)
- Zak McKracken and the Alien Mindbenders (Commodore 64 és eredeti PC változat)

### Version 1.5
- Maniac Mansion (NES változat)

### Version 2
- Maniac Mansion (Amiga és az újra kiadott PC változat)
- Zak McKracken and the Alien Mindbenders (Amiga, Atari ST és az újra kiadott PC változat)

### Version 3
- Indiana Jones and the Last Crusade: The Graphic Adventure (Amiga, FM Towns és EGA/VGA PC változatok)
- Zak McKracken and the Alien Mindbenders (VGA kiadás az FM Towns rendszerhez)
- Loom (Amiga és EGA PC floppy változatok)

### Version 4
- The Secret of Monkey Island (Amiga és EGA/VGA PC floppy változatok)
- Loom (VGA PC CD-ROM változat)

### Version 5
1992-ben, ebben a változatban jelent meg az iMUSE rendszer.
- The Secret of Monkey Island (VGA PC CD-ROM változat)
- Monkey Island 2: LeChuck's Revenge (PC és Amiga változat)
- Indiana Jones and the Fate of Atlantis (PC és Amiga változat)

Ezen a ponton a SCUMM fejlődése két ágra szakadt: Ron Gilbert a Humongous Entertainment számára megvette a SCUMM használati jogait. Ezen az ágon a fejlesztés a 11-es változatig jutott.

### Version 6
- Maniac Mansion 2: Day of the Tentacle
- Sam & Max Hit the Road

### Version 7
- Full Throttle
- The Dig

### Version 8
- The Curse of Monkey Island

## A SCUMM ma
A ScummVM egy nyílt forrású, ingyenes, több platformon is futó SCUMM motor. Lehetővé teszi a SCUMM motort használó játékok futtatását olyan rendszereken is, ahol az eredeti kiadások nem, vagy csak komoly problémákkal futtathatóak. Ezek között megtalálhatóak a Windows újabb kiadásai, a Macintosh, a GNU/Linux, a Palm OS, a Pocket PC, a Sega Dreamcast, az Xbox, a PlayStation 2, a PlayStation Portable és a Nintendo DS.

## Külső hivatkozások
- A SCUMM története (angolul)
- ScummVM (angolul)